# Макнелли, Кевин
Ке́вин Ро́берт Макне́лли (англ. Kevin Robert McNally; род. 27 апреля 1956, Бристоль) — британский актёр, наиболее известный по роли Джошами Гиббса в серии фильмов «Пираты Карибского моря».

## Биография
Кевин Макнелли родился 27 апреля 1956 года в городе Бристоль, Англия. Детство провёл в Бирмингеме, где окончил школу. В 16 лет он устроился на свою первую работу — в Репертуарный театр Бирмингема. Через год он получил стипендию для обучения в Королевской академии драматического искусства.
В 1976 году дебютировал в кино. На 2023 год Кевин снялся более чем в 160 фильмах и сериалах.
В 2012 году Макнелли озвучил персонажа игры «Assassin’s Creed III» Роберта Фолкнера, который сильно похож на Джошами Гиббса из серии фильмов «Пираты Карибского моря».
Несмотря на обширную фильмографию, включающую разноплановые роли второго плана в разных жанрах, на протяжении своей карьеры Макнелли не имел наград в кино. Лишь в 2022 году он получил сразу 2 премии: «LA Shorts International Film Festival» и «Marbella International Film Festival» в категории «Лучший актёр» за роль Портоса в короткометражном фильме «Мушкетёр». В 2009 году был номинирован на премию Лоренса Оливье в категории «Лучшая роль второго плана» за роль Лебедева в спектакле «Иванов».

## Личная жизнь
Имеет дочь Рэйчел от бывшей подруги Стиви Харрис. С 1994 года жил в гражданском браке с шотландской актрисой Филлис Логан, от которой у него есть сын Дэвид (род. 1996). В 2011 году супруги официально зарегистрировали брак.

## Избранная фильмография
| Год       |    | Русское название                                        | Оригинальное название                                  | Роль                                               |
| --------- | -- | ------------------------------------------------------- | ------------------------------------------------------ | -------------------------------------------------- |
| 1976      | с  | Я, Клавдий                                              | I, Claudius                                            | Кастор                                             |
| 1977      | ф  | Шпион, который меня любил                               | The Spy Who Loved Me                                   | член команды рейнджеров                            |
| 1977      | с  | Полдарк                                                 | Poldark                                                | Дрейк Карн                                         |
| 1980      | ф  | Долгая Страстная пятница                                | The Long Good Friday                                   | ирландец                                           |
| 1982      | ф  | Богомол                                                 | Praying Mantis                                         | Бернард                                            |
| 1982      | ф  | Энигма                                                  | Enigma                                                 | Бруно                                              |
| 1984      | с  | Доктор Кто                                              | Doctor Who                                             | Хьюго Лэнг                                         |
| 1988      | ф  | Контракт                                                | The Contract                                           | Джонни Донохью                                     |
| 1990      | ф  | Джекилл и Хайд                                          | Jekyll & Hyde                                          | сержант Хорнби                                     |
| 1992      | ф  | Сталин                                                  | Stalin                                                 | Сергей Киров                                       |
| 1997—1999 | с  | Папа                                                    | Dad                                                    | Алан Хук                                           |
| 1998      | ф  | Осторожно, двери закрываются                            | Sliding Doors                                          | Пол                                                |
| 1998      | ф  | Легенда о пианисте                                      | La Leggenda del pianista Sull'Oceano                   | сенатор, просивший интервью (полная версия фильма) |
| 1999      | ф  | Западня                                                 | Entrapment                                             | Гас                                                |
| 2001      | ф  | Заговор                                                 | Conspiracy                                             | Мартин Лютер                                       |
| 2001      | ф  | Ограбление по-английски                                 | High Heels and Low Lifes                               | Мэйсон                                             |
| 2003      | ф  | Агент Джонни Инглиш                                     | Johnny English                                         | Премьер-министр Великобритании                     |
| 2003      | ф  | Пираты Карибского моря: Проклятие Чёрной жемчужины      | Pirates of the Caribbean: The Curse of the Black Pearl | Джошами Гиббс                                      |
| 2004      | ф  | Призрак оперы                                           | The Phantom of the Opera                               | Джозеф Буке                                        |
| 2006      | ф  | Пираты Карибского моря: Сундук мертвеца                 | Pirates of the Caribbean: Dead Man's Chest             | Джошами Гиббс                                      |
| 2006      | ф  | Сенсация                                                | Scoop                                                  | Майк Тинсли                                        |
| 2007      | с  | Жизнь на Марсе                                          | Life on Mars                                           | Гарри Вульф                                        |
| 2007      | ф  | Пираты Карибского моря: На краю Света                   | Pirates of the Caribbean: At World's End               | Джошами Гиббс                                      |
| 2008      | ф  | Операция «Валькирия»                                    | Valkyrie                                               | доктор Карл Гёрделер                               |
| 2009      | с  | Грозовой перевал                                        | Wuthering Heights                                      | мистер Эрншо                                       |
| 2011      | ф  | Пираты Карибского моря: На странных берегах             | Pirates of the Caribbean: On Stranger Tides            | Джошами Гиббс                                      |
| 2011—2012 | с  | Сверхъестественное                                      | Supernatural                                           | Фрэнк Деверо                                       |
| 2011—2012 | с  | Аббатство Даунтон                                       | Downton Abbey                                          | Хорейс Брайант                                     |
| 2012      | ф  | Ворон                                                   | The Raven                                              | Рейнольдс, главный редактор Baltimore Patriot      |
| 2013      | тф | Челленджер                                              | The Challenger                                         | Лоуренс Маллой                                     |
| 2014—2017 | с  | Поворот: Шпионы Вашингтона                              | Turn                                                   | судья Ричард Вудхалл                               |
| 2015      | ф  | Легенда                                                 | Legend                                                 | Гарольд Вильсон                                    |
| 2015      | ф  | Человек, который познал бесконечность                   | The Man Who Knew Infinity                              | Перси Александр Макмэхон                           |
| 2016—2017 | с  | Последний кандидат                                      | Designated Survivor                                    | Харрис Кокрейн                                     |
| 2017      | ф  | Пираты Карибского моря: Мертвецы не рассказывают сказки | Pirates of the Caribbean: Dead Men Tell No Tales       | Джошами Гиббс                                      |
| 2018      | с  | Хорошая борьба                                          | The Good Fight                                         | Франц Мендельссон                                  |
| 2018      | с  | Аванпост                                                | The Outpost                                            | Смит                                               |
| 2019      | ф  | Роберт — король Шотландии                               | Robert the Bruce                                       | Шон                                                |
| 2019      | с  | Екатерина Великая                                       | Catherine the Great                                    | Алексей Орлов                                      |
| 2020      | с  | Корона                                                  | The Crown                                              | Бернард Ингем                                      |
| 2021      | с  | Доктор Кто                                              | Doctor Who                                             | Юстасий Джерико                                    |